# Hiệp hội bóng đá Hoàng gia Bỉ
Hiệp hội bóng đá Hoàng gia Bỉ (tiếng Hà Lan: Koninklijke Belgische Voetbalbond; tiếng Pháp: Fédération royale belge de football; tiếng Đức: Königlicher Belgischer Fußballverband) là tổ chức quản lý, điều hành các hoạt động bóng đá ở Bỉ. Hiệp hội quản lý đội tuyển bóng đá quốc gia nam và nữ, tổ chức các giải bóng đá như vô địch quốc gia và cúp quốc gia. Hiệp hội bóng đá Bỉ là thành viên sáng lập FIFA năm 1904 và gia nhập UEFA năm 1954.